# The Butterfly Effect (band)
The Butterfly Effect is een alternatieve metalband uit Brisbane, Australië, opgericht in 1999. De band bracht in 2001 een titelloze debuut-ep uit en daarna de drie volledige albums Begins Here in 2003, Imago in 2006 en Final Conversation of Kings in 2008. Gedurende deze tijd bestond de band uit Clint Boge op zang, Kurt Goedhart op gitaar, Glenn Esmond op bas en Ben Hall op drums. Na jaren worstelen om aan een vierde studioalbum te werken, verliet Boge de band in 2012 vanwege persoonlijke en creatieve verschillen. De overgebleven leden rekruteerden de in Brisbane gevestigde zanger Paul Galagher voor een laatste single en tournee, voordat ze de ontbinding in 2016 aankondigden. In juli 2017 kondigde de band hun reünie aan, evenals een headliner-tournee die gepland stond voor maart 2018.

## Bezetting
Huidige leden
- Kurt Goedhart (leadgitaar, 1999–2016, 2017–heden)
- Ben Hall (drums, 1999–2016, 2017–heden)
- Clint Boge (leadzang, sporadisch ritmegitaar, 2000–2012, 2017–heden)
- Glenn Esmond (basgitaar, achtergrondzang, 2002–2016, 2017–heden)

Voormalige leden
- Michael Cavendish (basgitaar, 1999–2002)[7]
- Paul Galagher (leadzang, 2013–2016)

## Geschiedenis
De band werd voor het eerst opgericht in 1999, bestaande uit drummer Ben Hall, gitarist Kurt Goedhart en een paar klasgenoten. De band in deze vorm speelde een paar liveshows in 1999, met name een op de Ipswich Racecourse, waar Hall na de show de toekomstige zanger Clint Boge ontmoette. De twee bespraken muzikale ideeën voor wat de eerste publicatie van muziek van de band zou worden en tegen de winter van 2000 verving Boge de eerdere zanger van de band. De band bracht in 2001 hun titelloze debuut-ep uit. Van het album kwamen de twee singles Take it Away en Crave, die beide veel airplay kregen op het Australische radiostation Triple J. De band toerde het hele jaar 2002 uitgebreid ter ondersteuning van het album, waarbij de band het laatste lange-termijnlid Glenn Esmond als bassist rekruteerde en vervolgens tijdens het Rapid Festival, de Shihad Tour en de editie van 2002 van het Big Day Out-festival speelde. De single en de tournee leidden tot de ep van de band, een onafhankelijke publicatie, die meer dan 10.000 verkochte exemplaren overschrijdt. Na te zijn vertoond als Triple J's Unsigned Find van 2002, tekende de band bij platenlabels Roadshow Music en Rough Cut Publishing en begon te werken aan een volledig album.
In november 2002 bracht de band de eerste single Crave uit van hun debuutalbum, die debuteerde in de ARIA-hitlijsten op #59 en behaalde ook #1 in de onafhankelijke hitlijsten. The Butterfly Effect nam van november 2002 tot maart 2003 hun debuutalbum Begins Here op in de Modern Music Studios in Brisbane, dat op 4 augustus 2003 werd uitgebracht, binnenkwam op #24 in de ARIA-hitlijsten en opnieuw bovenaan stond in de onafhankelijke hitlijsten. Het bleef in totaal 56 weken in de hitlijsten. Tot op heden zijn er meer dan 30.000 exemplaren van verkocht.
Voor distributieovereenkomsten werd het album uitgebracht door RSK in het Verenigd Koninkrijk, Sony in Duitsland, Suburban Records in België, Nederland en Luxemburg. De band begon aandacht te krijgen in Europa, met vermeldingen in onder meer Metal Hammer, Rock Sound, Classic Rock, Kerrang!, Metal Hammer Germany en Aardshock. In augustus 2004 maakte de band een tournee van zes weken door Duitsland, Oostenrijk, Zwitserland, Tsjechië, Nederland en het Verenigd Koninkrijk. Van september tot november speelde The Butterfly Effect 32 shows in 40 dagen. De albumverkoop is nu meer dan 10.000 exemplaren in het Verenigd Koninkrijk en Europa en de band heeft ook enig succes gehad in Zuid-Afrika. In 2005 nam de band de nieuwe single Phoenix op met Kenn Malaxos op banjo. Het werd uitgebracht in september en er werd ook een filmclip gemaakt. In oktober en november toerde de band door Australië en speelde wat materiaal van hun aanstaande tweede album Imago, dat in juli 2006 in Australië werd uitgebracht.
De band voltooide begin 2006 hun tweede studioalbum Imago, dat werd uitgebracht op 17 juni 2006 en binnenkwam op #2 in de ARIA-hitlijst voor Weekly Top 100 best verkochte muziekalbums. Hun vorige album Begins Here werd in de Verenigde Staten uitgebracht via het hardrocklabel Megaforce Records. De band begon in juli aan de Imago-tournee door Australië. Halverwege 2006, na bijna drie jaar na de publicatie, werd Begins Here in Australië gecertificeerd met goud voor meer dan 35.000 verkochte exemplaren. Kort daarna behaalde Imago ook dezelfde status, maar deze keer bereikte het de gouden markering in slechts acht weken, inclusief het debuteren op #2 in de ARIA-albumhitlijsten.
Na het uitbrengen van Imago bracht The Butterfly Effect de rest van het jaar door met het toeren voor het record, waaronder een optreden tijdens de Big Day Out-festivaltournee van 2007. Kort daarna begon het werk aan materiaal voor het vervolgalbum. In juli 2007 ondernam de band de In A Memory Tour met Chevelle uit Chicago en de aankomende act Dead Letter Circus uit Brisbane. Tijdens deze tournee werden 7 Days en Rain beoordeeld. Begin 2008 werd aangekondigd dat de Home Alone Tour de tijd zou vullen voordat de opname van het nieuwe record zou plaatsvinden. De tournee beoordeelde de extra nieuwe nummers The Hidden en In These Hands
De opname van het album begon in maart 2008. Het album Final Conversation of Kings werd op 20 september in Australië uitgebracht. De omslag en het boekje werden geïllustreerd door Monaux. Het debuteerde op de ARIA-hitlijsten op #3. Op 14 juli verscheen de eerste single Window and the Watcher bij het radiostation Triple J en werd uitgebracht op 23 augustus. Na het uitbrengen van het album ging The Butterfly Effect op tournee door Australië in oktober en november, met steun van de acts Trial Kennedy en Sleep Parade uit Melbourne. Ze traden ook op als onderdeel van het Big Day Out 2009-festival als headliner op het Converse Essential-podium.
De eerste plannen na het afronden van toeren ter ondersteuning van Final Conversation of Kings omvatten het schrijven en demonstreren van materiaal voor een vierde album in 2010 en het uitbrengen ervan in begin 2011. De band zou ook toeren tijdens deze periode met de Four Wheels and a Heartbeat-tour in 2010, waar ze zelfs nieuw materiaal speelden, met name het nummer Five Golden Rings volledig. Desondanks zou de band privé meer dan drie jaar moeite hebben om aan het album te werken. De band maakte lange periodes van spanning en frustratie door, waarbij leden, met name Boge met de rest van de band, niet met elkaar overweg konden. Boge wilde dat de band terugkeerde naar hun zwaardere, eerdere geluid van de eerste ep en het Begins Here-album. Omgekeerd wilde de rest van de band, zoals bij het Final Conversation of Kings album, nog verder vooruitgaan in het progressieve territorium en andere onconventionele instrumenten voor rockmuziek in hun liedjes opnemen, zoals mandoline en bellen.
Nadat de band maandenlang worstelde met hun werk op het album, kondigde Boge medio september 2011 persoonlijk aan dat hij zou vertrekken. Omdat de interne strijd destijds echter bij het grote publiek totaal onbekend was, hield de band het geheim tot februari 2012, waar ze in een persbericht aankondigden dat Boge in der minne was vertrokken om andere belangen na te streven. Ondertussen nam de band tot oktober 2011 deel aan een aantal Tenth Anniversary-concerten, waar de band een groot gevoel van opluchting voelde, wetende dat er een einde was gekomen aan hun interne strijd en zich kon concentreren op het spelen van muziek in plaats van het te maken. Dit versterkte hun kijk op het vertrek van Boge, maar inspireerde hen ook om nog een laatste tournee samen te doen. In februari 2012, bij de aankondiging van het vertrek van Boge, kondigden ze ook aan dat ze een afscheidstournee zouden doen en een Greatest Hits album zouden uitbrengen, beide getiteld Effected.
De tournee liep van april tot juni 2012. In de loop van de tijd breidde Boge meer uit over waarom hij vertrok en over de onrust bij de band. Boge beschreef de wrok tegen het officiële persbericht en verklaarde dat het minnelijk noemen onzin was en dat het er helemaal op neerkwam dat leden het niet met elkaar konden vinden of hem respecteerden. Hij gaf zichzelf ook de schuld.
Nadat de afscheidstournee van de band in juni 2012 eindigde, verliet Boge de band en werkte samen met zijn andere band Thousand Needles In Red, terwijl de overige drie leden de zoektocht naar een nieuwe zanger begonnen om het werk aan een vierde studioalbum te hervatten. In augustus 2013 bracht de band hun dvd Effected uit, een set van 2 dvd's met een live-opname van de Melbourne-show van de Effected-tournee en een documentaire waarin de carrière en interne strijd van de band tot dan toe worden beschreven. De dvd kwam binnen op #1 in de ARIA music dvd hitlijst. In september 2013 kondigde de band een Australische tournee aan voor oktober, kort na de aankondiging van Paul Galagher als nieuwe zanger van de band. De band bracht tegelijkertijd hun eerste en enige single Eyes Down uit met Galagher. Na een tweede periode van jaren van openbare stilte en inactiviteit, kondigde de band in augustus 2016 officieel hun ontbinding aan.
In juli 2017 kondigde de band de hervorming van hun oorspronkelijke bezetting aan, met Boge opnieuw als leadzanger, en kondigde aan dat ze in maart 2018 opnieuw door Australië zouden gaan toeren.

## Discografie

### Ep's
- 2001: The Butterfly Effect EP

### Studioalbums
- 2003: Begins Here
- 2006: Imago
- 2008: Final Conversation of Kings

### Compilaties
- 2012: Effected

### DVD
- 2013: Effected (documentaire en live show van Melbourne Leg of Effected toer)

### Singles

#### Australië
- 2002: Take It Away
- 2002: Crave
- 2003: One Second of Insanity (alleen radiopublicatie, beperkt tot 500 exemplaren)
- 2004: Always
- 2005: Phoenix (alleen download)
- 2005: Beautiful Mine
- 2006: A Slow Descent
- 2006: Gone
- 2007: Reach
- 2008: Window and the Watcher
- 2009: In These Hands
- 2009: Final Conversation
- 2013: Eyes Down
- 2019: Unbroken

#### Verenigd Koninkrijk & Europa
- 2004: One Second of Insanity
- 2004: Crave

#### Zuid-Afrika
- 2004: Crave
- 2004: Always
- 2006: A Slow Descent
- 2006: Ailes of White
- 2008: Room Without A View